# Callistochiton clenchi
Callistochiton clenchi är en blötdjursart som beskrevs av Edwin Ashby och Cotton 1934. Callistochiton clenchi ingår i släktet Callistochiton och familjen Ischnochitonidae.
Artens utbredningsområde är Western Australia. Inga underarter finns listade i Catalogue of Life.